# Vezovje
Vezovje este o localitate din comuna Šentjur, Slovenia, cu o populație de 57 de locuitori.